# Mihrab

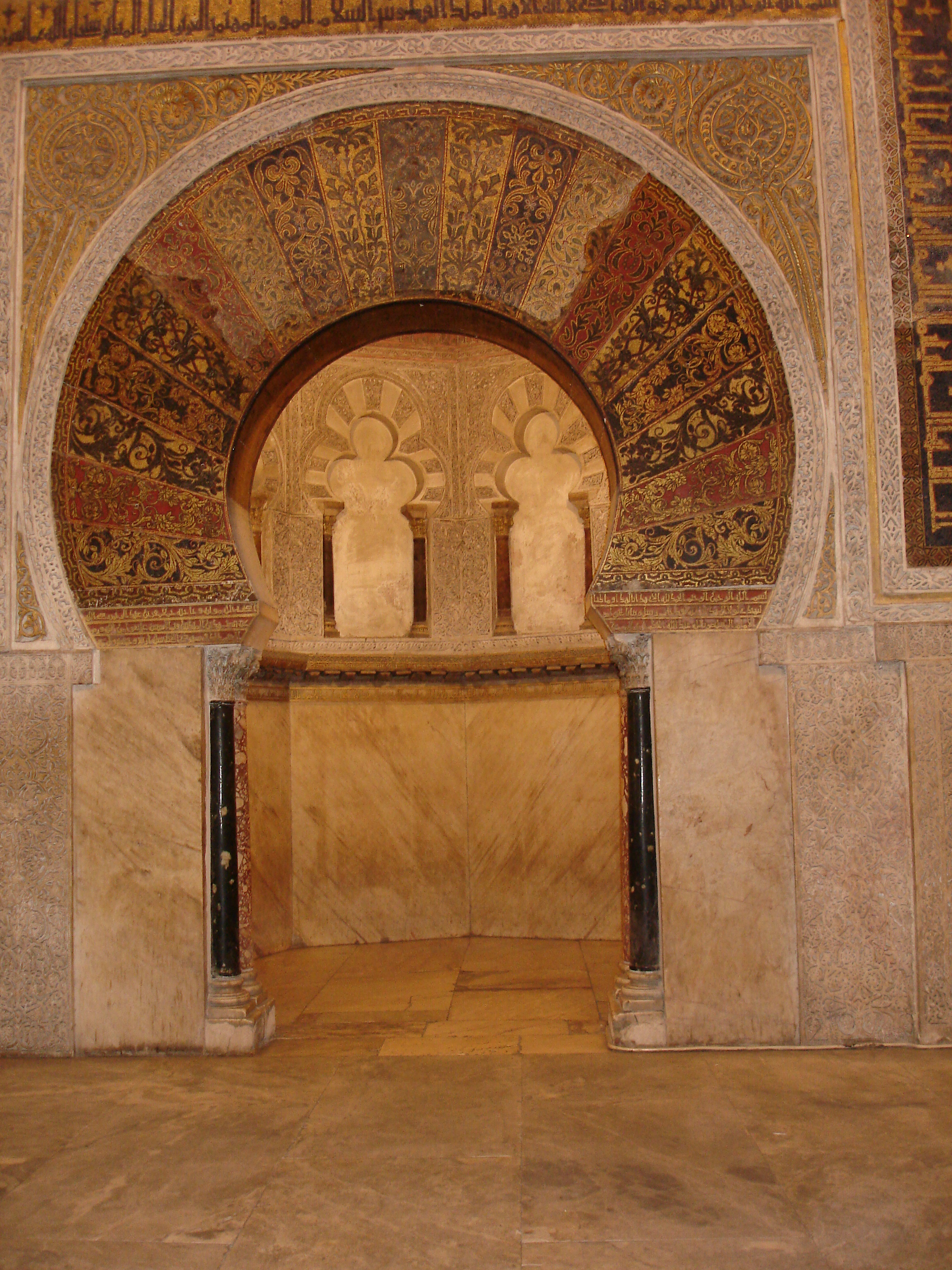
Bönenisch, mihrab i den stora moskén i Córdoba, Spanien.

Mihrab, arabiska ألمحراب, (fördjupning i mur) är en nisch på insidan av den vägg i en moské som vetter mot Kaba i Mecka och som visar  böneriktningen (qibla).